# Douglasia laevigata
Douglasia laevigata är en viveväxtart som beskrevs av Asa Gray. Douglasia laevigata ingår i släktet Douglasia och familjen viveväxter. Inga underarter finns listade i Catalogue of Life.

## Bildgalleri

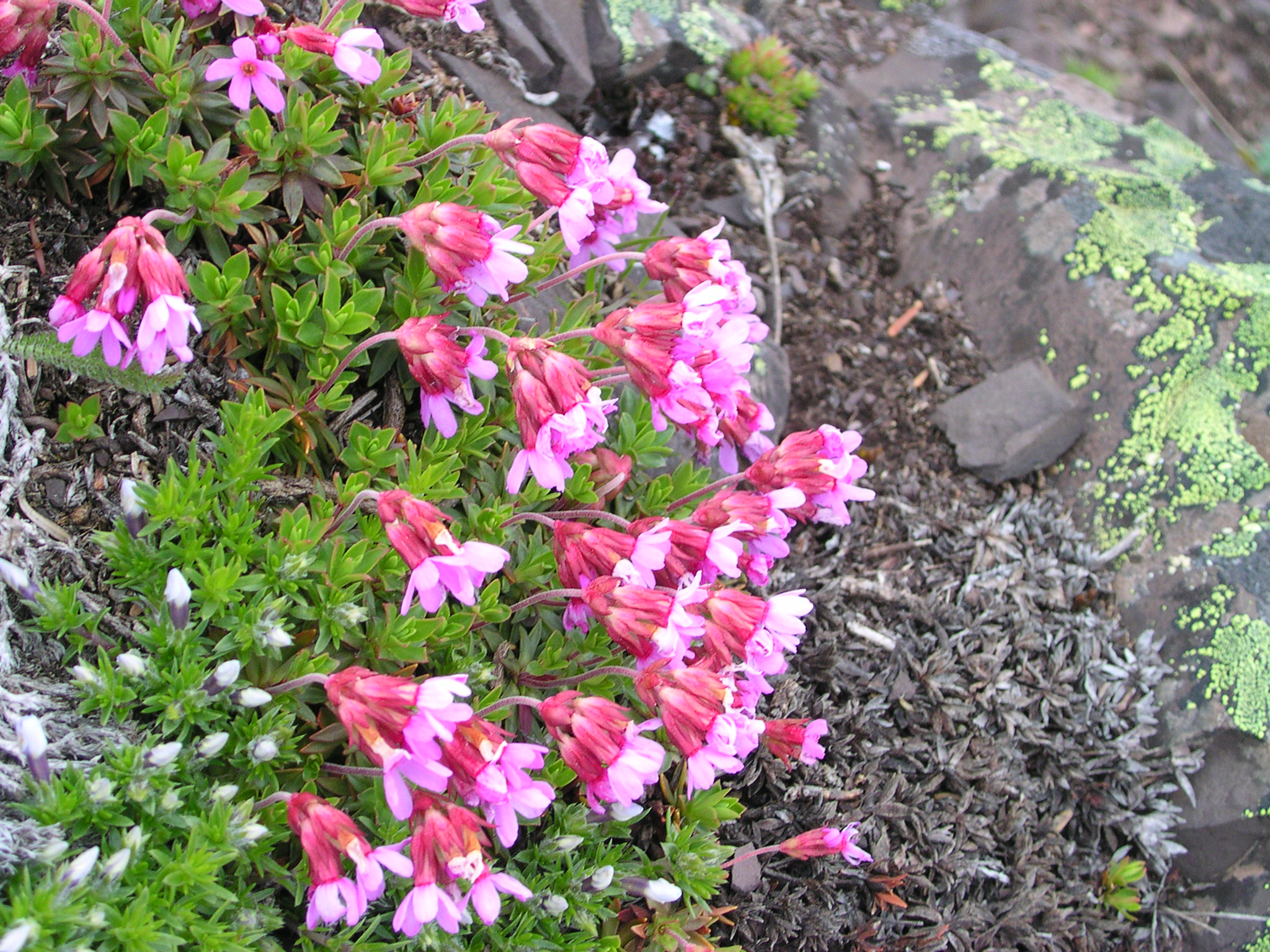
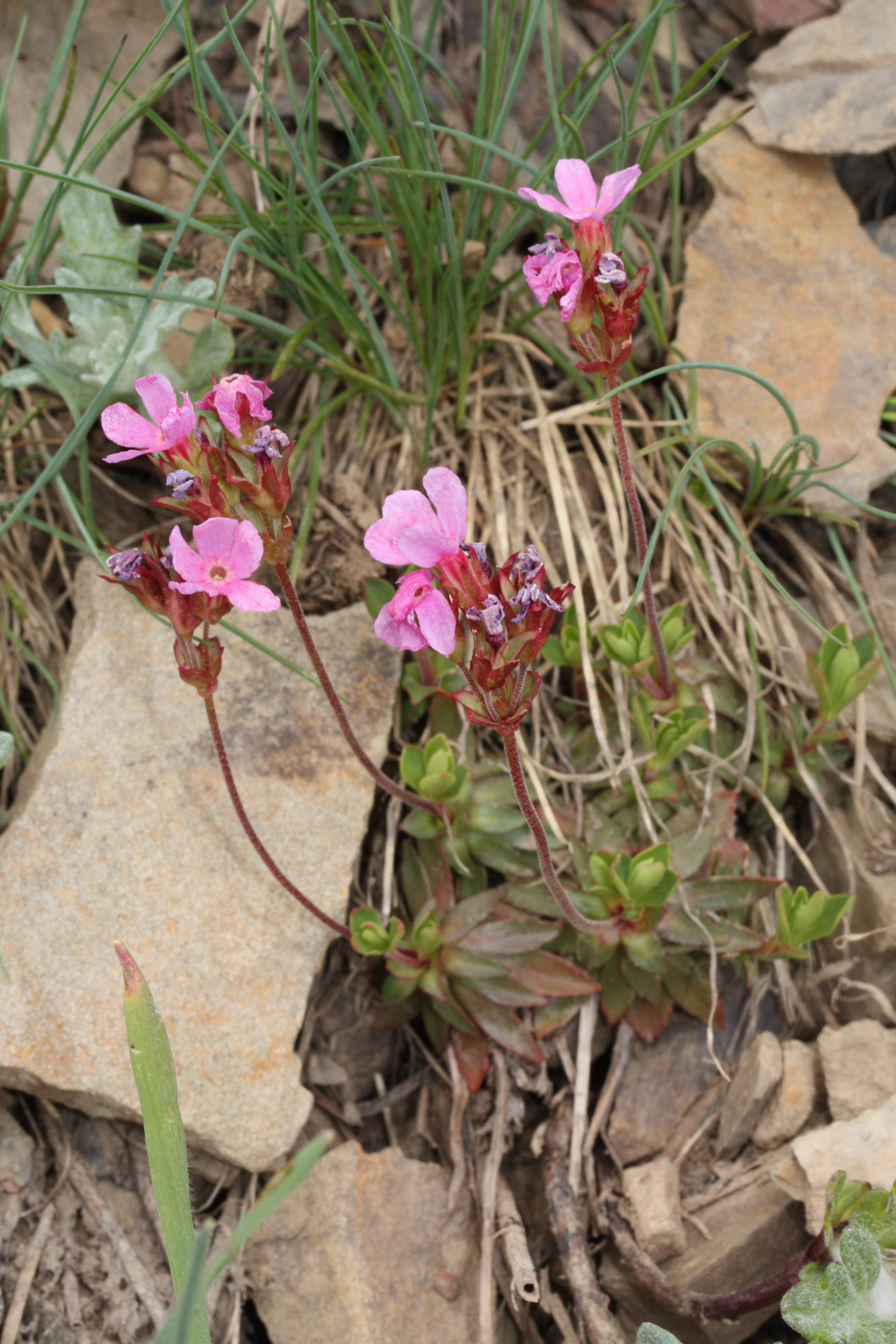
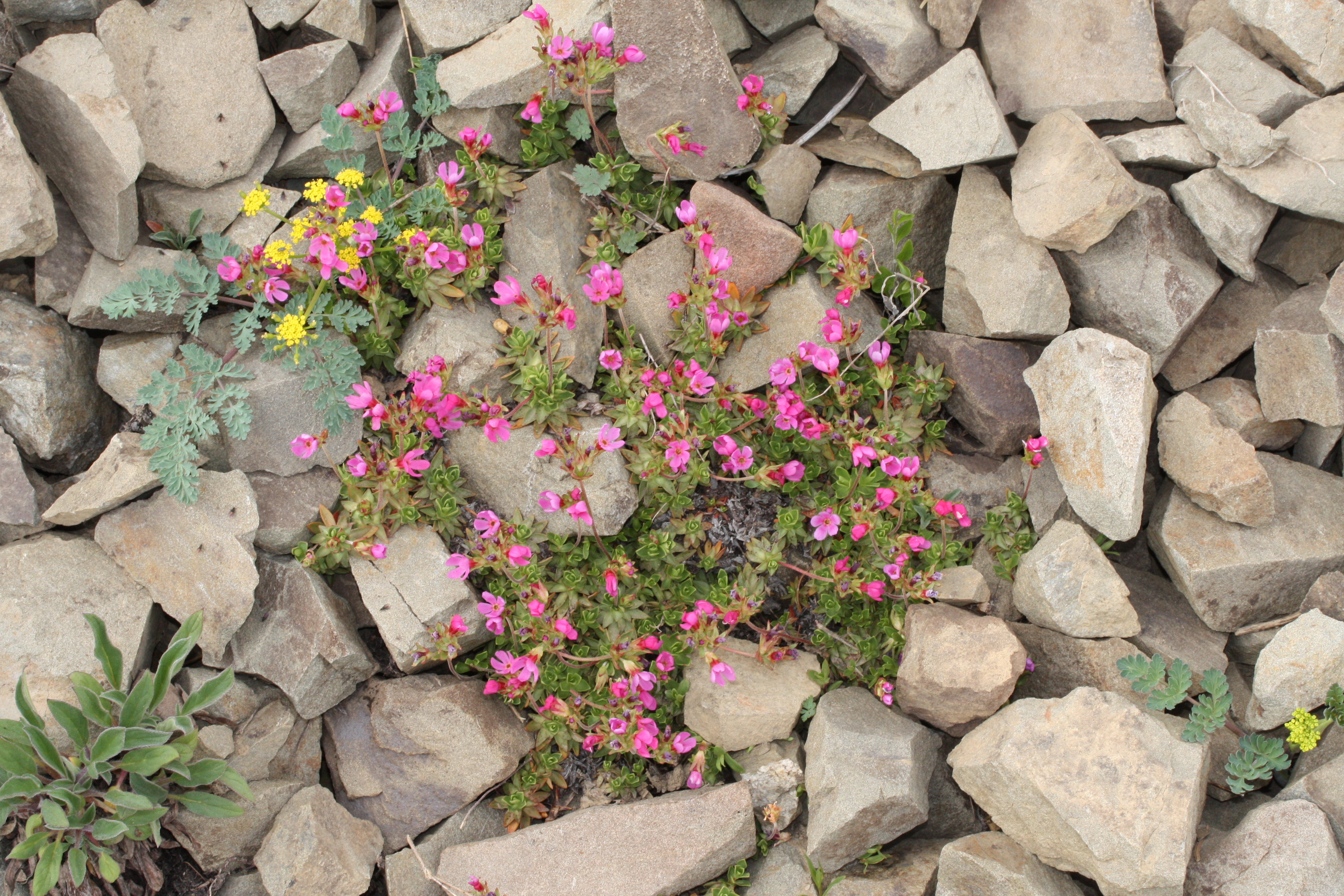
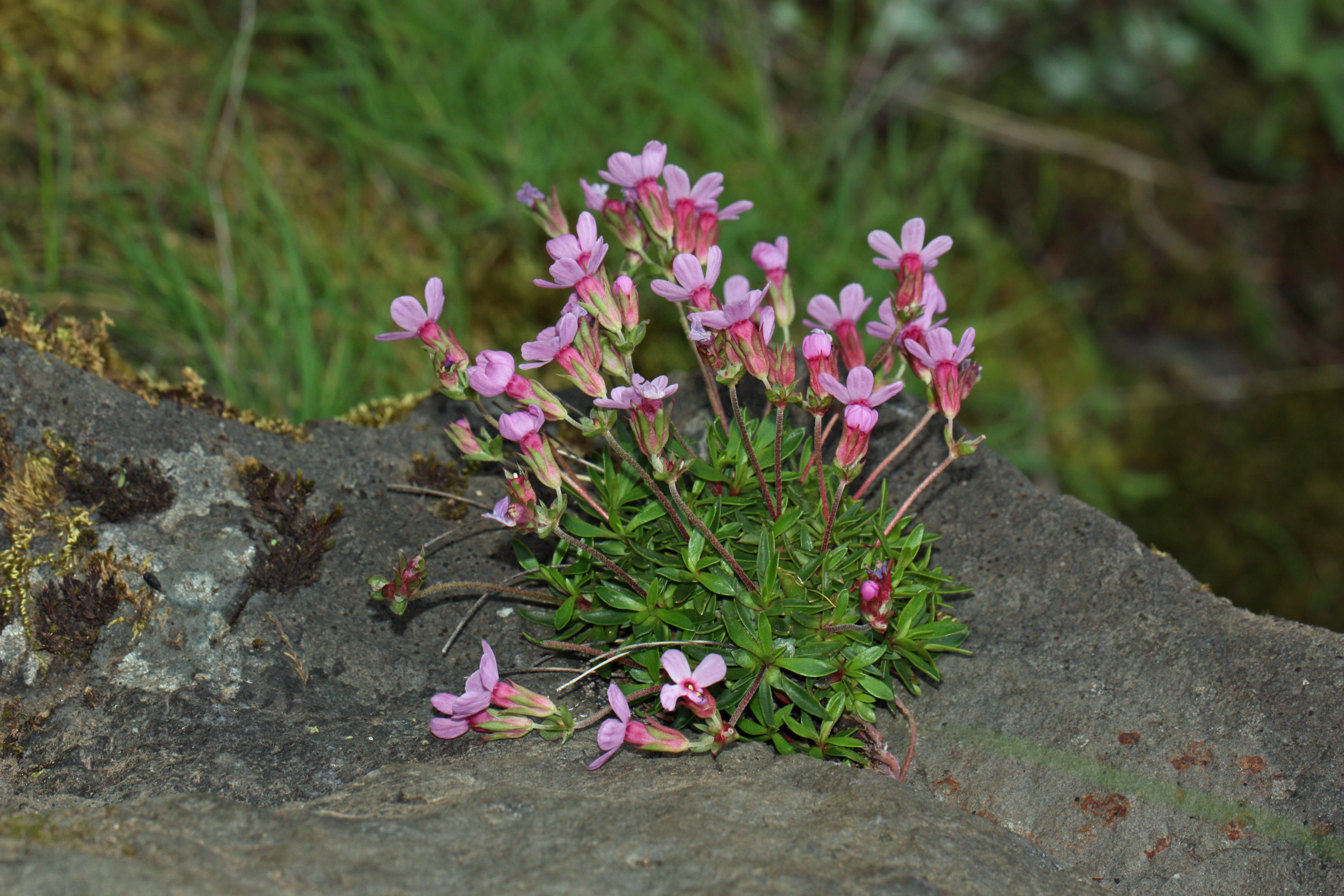
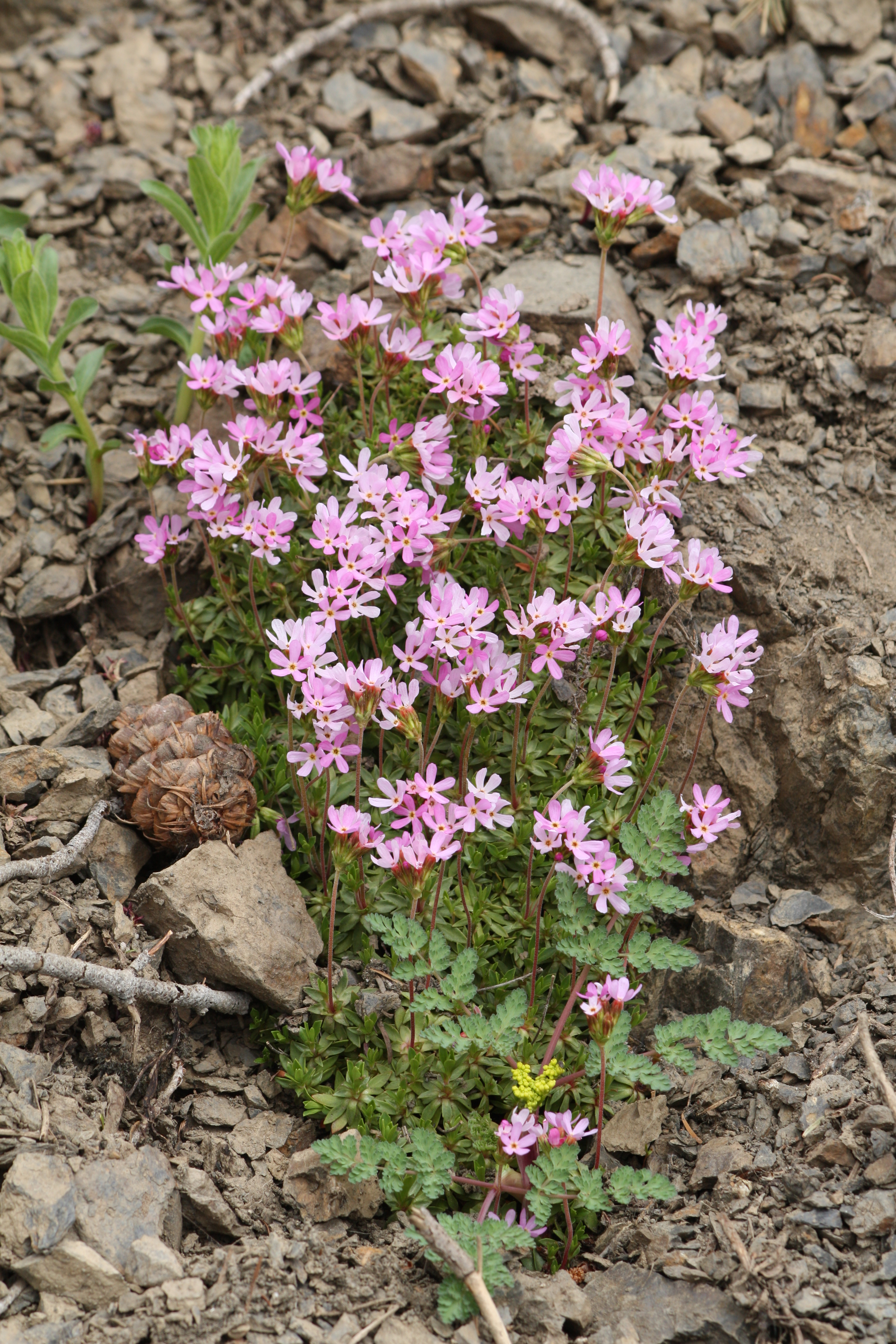
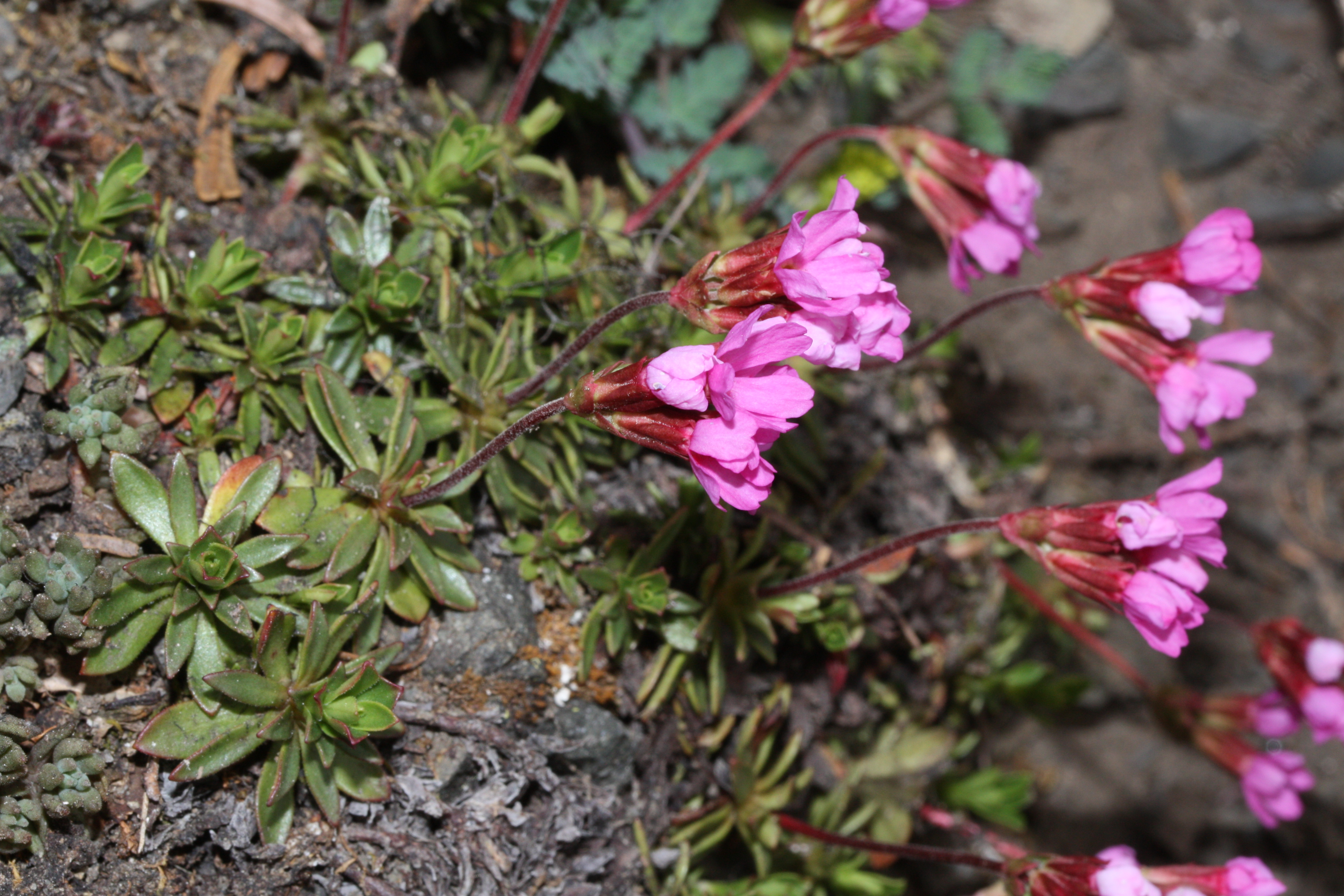